# Örtjärnen, Dalsland
Örtjärnen är en sjö i Dals-Eds kommun i Dalsland och ingår i Örekilsälvens huvudavrinningsområde.